# Metra Electric District

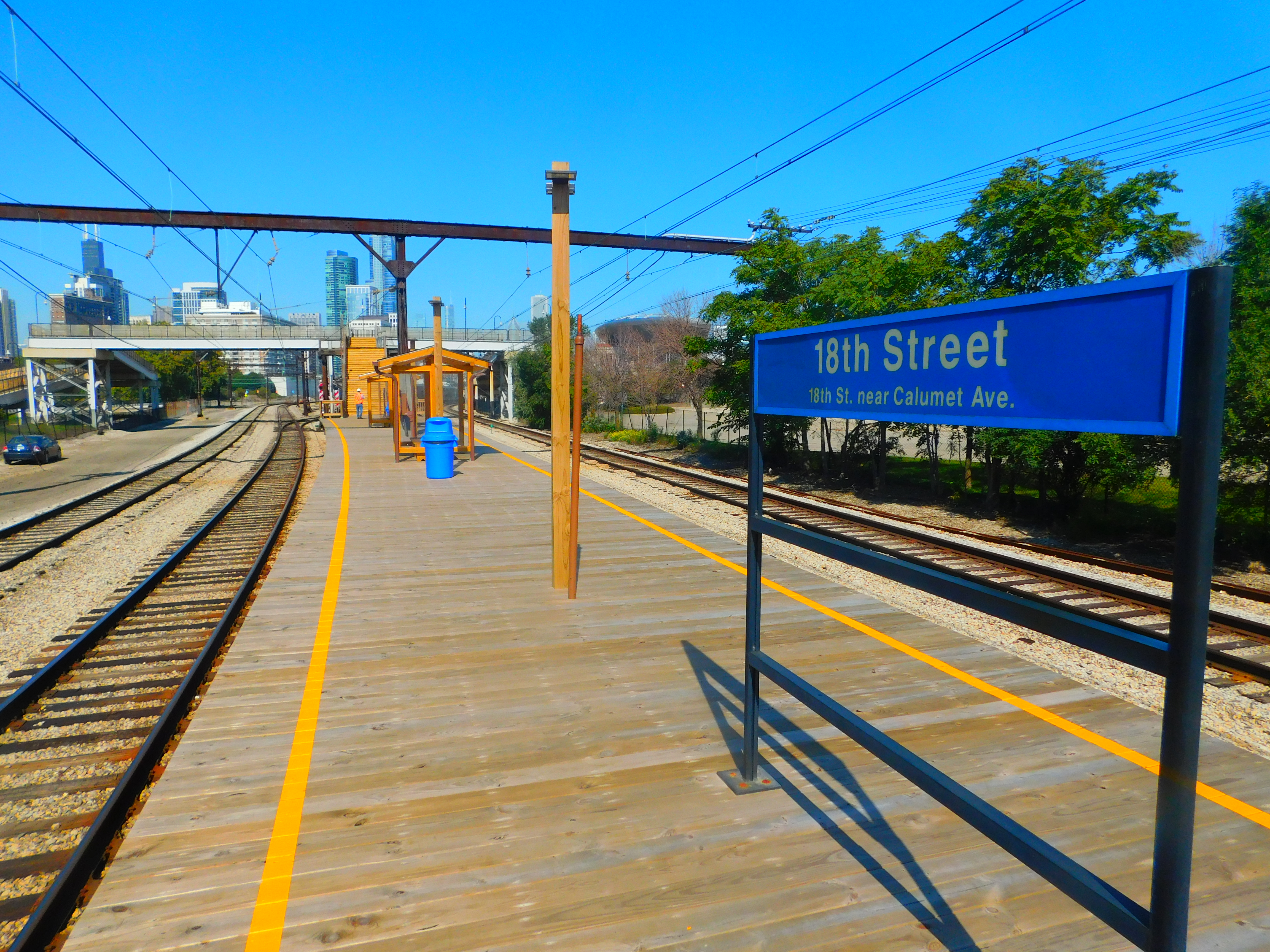
18th Street-station

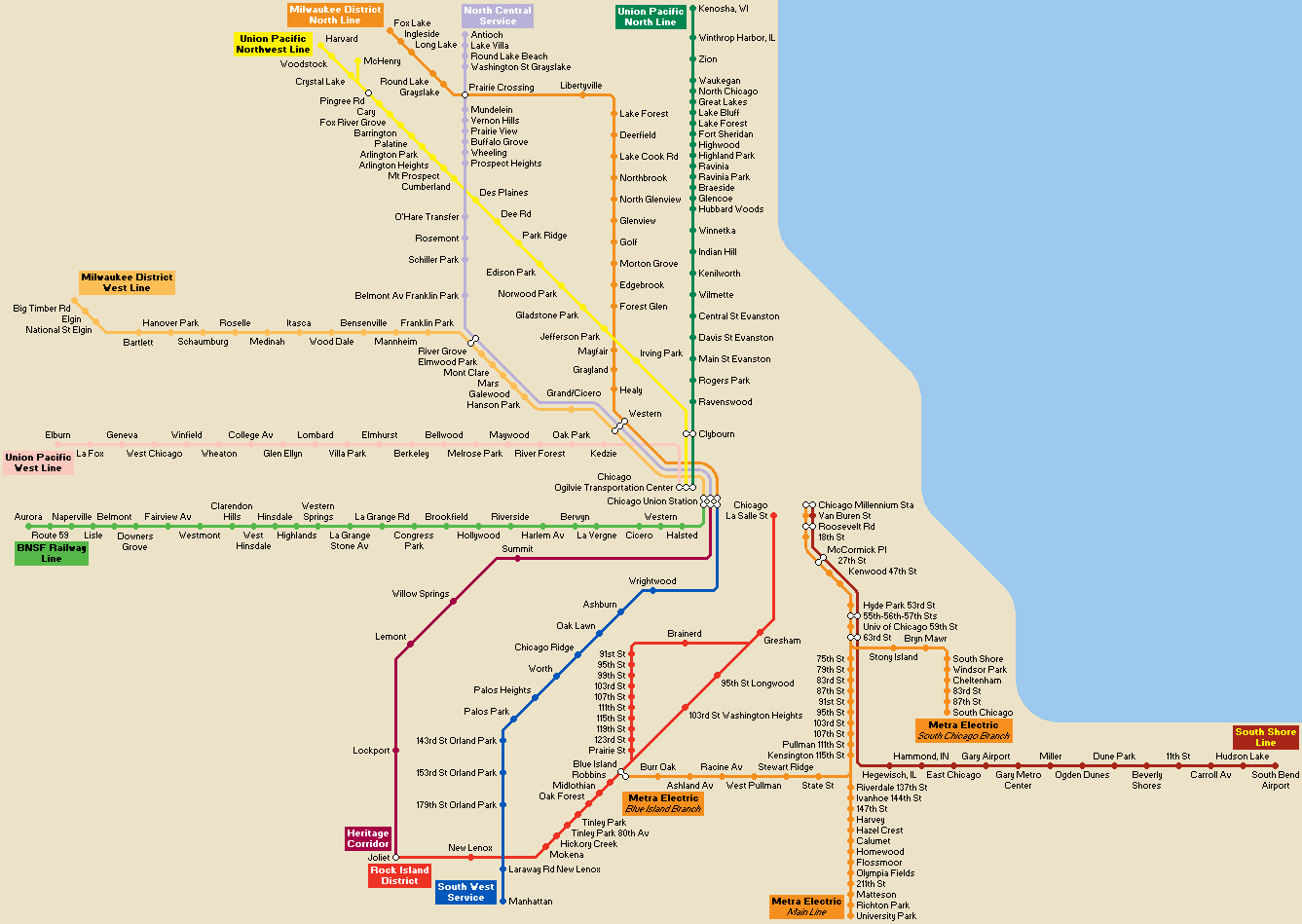
Schema van Metra-voorstadlijnen, met Metra Electric rechtsonder in oranje.

De Metra Electric District (MED, ME) is een geëlektrificeerde voorstadspoorlijn van Metra die Millennium Station in het centrum van de Amerikaanse stad Chicago verbindt met de zuidelijke voorsteden van die stad. Het is een van de elf lijnen van Metra en de 5e drukste, met 7,7 miljoen reizigers per jaar. Metra Electric is de enige lijn met bovenleiding, met verhoogde perrons en de lijn met het meeste haltes (49). De lijn telt 3 vertakkingen, met eindhaltes in University Park, South Chicago en Blue Island.

## Geschiedenis
De spoorlijn gaat terug op een forensenstoomtrein van de Illinois Central Railroad, waarvan het eerste segment in 1856 opende. Begin 20e eeuw werden gelijkvloerse kruisingen weggewerkt en werd de lijn geëlektrificeerd. Het werd de drukste voorstadlijn van Chicago, met 47 miljoen reizigers in 1946. In de jaren 50 en 60 liep het succes terug en verloor de Illinois Central er geld mee. In 1976 begon de Regional Transportation Authority financiering te voorzien en in 1987 kocht Metra de lijn van Illinois Central.